# Campeonato Mundial de Curling Masculino de 1998
El XL Campeonato Mundial de Curling Masculino se celebró en Kamloops (Canadá) entre el 4 y el 12 de abril de 1998 bajo la organización de la Federación Mundial de Curling (WCF) y la Federación Canadiense de Curling.
Las competiciones se realizaron en el Riverside Coliseum de la ciudad canadiense.

## Tabla de posiciones
| Pos | Equipo         | G | P | G–P |
| --- | -------------- | - | - | --- |
| 1   | Canadá         | 8 | 1 | –   |
| 2   | Suecia         | 6 | 3 | –   |
| 3   | Finlandia      | 5 | 4 | –   |
| 4   | Escocia        | 5 | 4 | –   |
| 5   | Noruega        | 5 | 4 | –   |
| 6   | Estados Unidos | 4 | 5 | –   |
| 7   | Dinamarca      | 4 | 5 | –   |
| 8   | Suiza          | 4 | 5 | –   |
| 9   | Australia      | 2 | 7 | –   |
| 10  | Alemania       | 2 | 7 | –   |

## Cuadro final
|  | Semifinales | Semifinales |   |           | Final        | Final |  |
|  |             |             |   |           |              |       |  |
|  |             |             |   |           |              |       |  |
|  | Canadá      | 9           |   |           |              |       |  |
|  | Finlandia   | 2           |   |           |              |       |  |
|  |             |             |   |           |              |       |  |
|  |             |             |   |           |              |       |  |
|  |             |             |   |           | Canadá       | 7     |  |
|  |             | Suecia      | 4 |           |              |       |  |
|  |             |             |   |           |              |       |  |
|  |             |             |   |           |              |       |  |
|  |             |             |   |           | Tercer lugar |       |  |
|  |             |             |   |           |              |       |  |
|  | Suecia      | 5           |   | Finlandia | 6            |       |  |
|  | Escocia     | 3           |   |           | Escocia      | 5     |  |